# Atacama Lacuna
L'Atacama Lacuna è una struttura geologica della superficie di Titano.